# ナツロウバイ
ナツロウバイ（夏蠟梅、夏蝋梅、学名: Calycanthus chinensis）は、ロウバイ科クロバナロウバイ属に分類される落葉低木の一種である。独自のシノカリカントゥス属（Sinocalycanthus）に分類されていたこともある。中国の浙江省北部からのみ知られている。春から初夏に大きな白い花をつける（図1）。外側の花被片は白く大きく、内側の花被片は黄色く直立する。多数の痩果が、発達した花托で包まれて偽果を形成する。観賞用に植栽されることがある。

## 特徴
落葉低木であり、高さ 1–3 m ほど（図2a）。樹皮は灰褐色、突出した皮目がある。若い小枝は無毛または軟毛がある。腋芽は葉柄の基部に覆われている（葉柄内芽）。葉は対生、葉柄は長さ 12–18 mm、無毛（図2b）。葉身は広卵状楕円形、卵形、または倒卵形、11–26 × 8–16 cm、両面に光沢があり無毛、表面（向軸面）はざらざらしており、葉縁は全縁または不規則な鋸歯があり、基部は広楔形でわずかに非対称、先は鋭形（図2b）。葉脈は羽状、葉裏（背軸面）に突出する。
花期は5–6月。花は頂生し単生、直径 4.5–7 cm、香りはない（図1, 3a）。花柄は長さ 2–4.5 cm、小苞は5–7個、早落性。花被片には明らかな二形性がある。外側の花被片は10–14枚、白色で縁辺がピンク色を帯び、倒卵形から倒卵状へら形、14–36 × 12–26 mm、先端は丸い（図1, 3a）。内側の花被片は7–16枚、淡黄色で基部に向かって白色を帯び、楕円形、直立、11–17 × 9–13 mm、先端は丸く内側に湾曲している（図1, 3a）。雄しべは16–19個、長さ約 8 mm、葯には毛があり、葯隔先端は尖る。仮雄しべは11–12個、有毛。雌しべは単心皮性、11–12個、有毛。小型の甲虫によって送紛される。
果実は痩果であり、長楕円形、10–12 × 5–8 mm、秋に熟す。1個の花に由来する多数の痩果が、発達した花托に包まれて集合果を形成する（図3b）。偽果である集合果は鐘形、30–45 × 15–30 mm、有毛、先端はわずかに狭まり、14–16個の突起がある（図3b）。n = 22。

## 分布
中国南東部の浙江省北部にのみ見られ、山地帯の標高 500–1,000 m、渓流沿いの強風から守られた日陰地に生育している。絶滅危惧種に指定されている。

## 人間との関わり
日本や北米などでは、観賞用として栽培されることがある。また、ナツロウバイを片親とした交配によっていくつかの栽培品種が作出されており、クロバナロウバイ（Calycanthus floridus）との交配による‘ハートレージワイン (Hartlage Wine)’（図4a）、‘Solar Flare’、‘Dark Secret’が、Calycanthus occidentalis との交配による ‘アフロディテ (Aphrodite)’（図4b）がある。さらにナツロウバイ、クロバナロウバイ、Calycanthus occidentalis の3者の交配から、‘ホワイトドレス (White Dress)’、‘Venus’（図4c）が作出されている。

## 分類
本種は、記載時には新属シノカリカントゥス属（Sinocalycanthus）に分類されたが、その後の研究でクロバナロウバイ属（Calycanthus）に移された。